# Sportowe ratownictwo wodne na World Games 2017 – holowanie ratownika w płetwach na 100 m mężczyzn
Holowanie ratownika w płetwach na 100 m mężczyzn – jedna z konkurencji sportowego ratownictwa wodnego rozgrywanych podczas World Games 2017 we Wrocławiu.
Eliminacje i finał rozegrane zostały 22 lipca. Zawody odbyły się na pływalni w Hali „Orbita”.

## Rekordy
Przed rozpoczęciem World Games 2017 obowiązywały następujące rekordy:
| Rekord świata      | Jacopo Musso      | 49,61 | Riccione | 11 czerwca 2017 |
| Rekord World Games | Marcel Hassemeier | 50,74 | Cali     | 26 lipca 2013   |

## Terminarz
| Data          | Godzina (UTC+2)         | Wydarzenie             |
| ------------- | ----------------------- | ---------------------- |
| 22 lipca 2017 | 11:10 11:15 11:20 11:27 | Wyścigi kwalifikacyjne |
| 22 lipca 2017 | 18:15                   | Finał                  |

## Wyniki

### Kwalifikacje
Źródło: 

#### Wyścig 1
Godzina: 11:10
| Poz. | Imię i nazwisko      | Narodowość    | Tor | Reakcja | Wynik   | Uwagi | Kwal. |
| ---- | -------------------- | ------------- | --- | ------- | ------- | ----- | ----- |
| 1    | Samuel Bell          | Australia     | 3   | 0,92    | 53,41   |       | Q     |
| 2    | Shun Nishiyama       | Japonia       | 5   | 0,80    | 54,18   |       |       |
| 3    | Andrew Trembath      | Nowa Zelandia | 2   | 0,71    | 54,54   |       |       |
| 3    | Bartosz Stanielewicz | Polska        | 7   | 0,75    | 56,16   |       |       |
| 4    | Matthew Davis        | Australia     | 6   | 0,83    | 56,22   |       |       |
| 5    | Federico Gilardi     | Włochy        | 4   | 0,86    | 1:03,13 |       |       |

#### Wyścig 2
Godzina: 11:15
| Poz. | Imię i nazwisko         | Narodowość | Tor | Reakcja | Wynik | Uwagi | Kwal. |
| ---- | ----------------------- | ---------- | --- | ------- | ----- | ----- | ----- |
| 1    | Francisco Javier Catala | Hiszpania  | 3   | 0,94    | 50,76 |       | Q     |
| 2    | Kevin Lehr              | Niemcy     | 4   | 0,80    | 50,82 |       | Q     |
| 3    | Cezary Kępa             | Polska     | 2   | 0,72    | 53,48 |       | Q     |
| 4    | Lenz Bolckmans          | Belgia     | 7   | 0,81    | 56,51 |       |       |
| 5    | Liu Ziqian              | Chiny      | 1   | 0,95    | 59,70 |       |       |
| 6    | Gaëtan Quirin           | Francja    | 6   | 0,87    | DSQ   |       |       |

#### Wyścig 3
Godzina: 11:20
| Poz. | Imię i nazwisko | Narodowość | Tor | Reakcja | Wynik | Uwagi | Kwal. |
| ---- | --------------- | ---------- | --- | ------- | ----- | ----- | ----- |
| 1    | Antoine Thos    | Francja    | 5   | 0,85    | 51,76 |       | Q     |
| 2    | Jacopo Musso    | Włochy     | 4   | 0,73    | 51,83 |       | Q     |
| 3    | Jan Malkowski   | Niemcy     | 3   | 0,83    | 53,73 |       | Q     |
| 4    | Sergio Calderón | Hiszpania  | 6   | 0,91    | 54,54 |       |       |
| 5    | Ryo Ueno        | Japonia    | 7   | 0,74    | 56,52 |       |       |
| 6    | Joni Ceusters   | Belgia     | 2   | 0,75    | 56,67 |       |       |
| 7    | Zhao Xuanming   | Chiny      | 1   | 0,98    | 58,50 |       |       |

#### Wyścig 4
Godzina: 11:27
| Poz. | Imię i nazwisko | Narodowość    | Tor | Reakcja | Wynik | Uwagi | Kwal. |
| ---- | --------------- | ------------- | --- | ------- | ----- | ----- | ----- |
| 1    | Steven Kent     | Nowa Zelandia | 4   | 0,75    | 52,28 |       | Q     |

### Finał
Źródło: 
Godzina: 18:15
| Poz.   | Imię i nazwisko         | Narodowość    | Tor | Reakcja | Wynik | Uwagi |
| ------ | ----------------------- | ------------- | --- | ------- | ----- | ----- |
| złoto  | Jacopo Musso            | Włochy        | 6   | 0,73    | 49,02 | WR    |
| srebro | Kevin Lehr              | Niemcy        | 5   | 0,79    | 49,74 |       |
| brąz   | Samuel Bell             | Australia     | 7   | 0,83    | 51,27 |       |
| 4      | Steven Kent             | Nowa Zelandia | 2   | 0,77    | 51,87 |       |
| 5      | Jan Malkowski           | Niemcy        | 8   | 0,83    | 52,11 |       |
| 6      | Cezary Kępa             | Polska        | 1   | 0,77    | 57,38 |       |
|        | Antoine Thos            | Francja       | 3   | 0,76    | DSQ   |       |
|        | Francisco Javier Catala | Hiszpania     | 4   | 0,96    | DSQ   |       |